# Вусач-булавоніг пиловусий
Вуса́ч-булавоні́г пилову́сий (лат. Rhopalopus spinicornis Abeille de Perrin, 1869 ) — вид жуків з родини вусачів.

## Поширення
Rh. spinicornis належить до групи західно-центральноєвропейських видів у складі європейського зооґеографічного комплексу. Ареал охоплює Західну та Центральну Європу. У регіоні вид зустрічається в листяних лісах Закарпаття, півдня Чернівецької та, можливо, Івано-Франківської області. 

## Екологія
Дорослі комахи зустрічаються переважно на зрубах в купах дров, на стовбурах дерев, ґрунті тощо. Личинки заселяють деревину різноманітних листяних дерев. 

## Морфологія

### Імаго
Жук середнього розміру, довжина його тіла коливається в межах 10-14 мм. Передньоспинка рівномірно вкрита густими цятками, які утворюють помітну зморшкуватість, разом з невеличкими гладкими ділянками. З боків передньоспинка, майже, заокруглена. Забарвлення тіла чорне, лише ноги, окрім основ стегон, яскраво-рудого кольору.

### Личинка
Личинка характеризується матовим пронотумом, його основа в найдрібніших борозенках, що переплітаються у всіх напрямках. Голова біля основи вусиків заокруглена, з кожної її сторони по одному вічку. Ноги короткі.

## Життєвий цикл
Генерація триває 2-4 роки.